# 月津港親水公園
月津港親水公園位於臺南市鹽水區，其前身即為清代「月津港」的所在之地。此處原先是一座位在倒風內海的港口，因河道狀如新月而得名，在清初為台灣極盛一時的重要港口，也曾有「一府、二鹿、三艋舺、四月津」的說法，然而泥沙不斷的淤積，導致港口的航運功能逐漸喪失，成為易淹水與髒臭的水塘。近年來經過整治與改造，加上其後的前瞻基礎建設計畫，月津港水路已轉型成一座帶狀的親水公園，不僅營造友善的生態環境，亦提供附近居民與遊客一處水岸遊憩廊帶。2012年起，以此公園為場地所舉辦的「月津港燈節」，更吸引大量的賞燈人潮，為鹽水地區創造別具特色的節慶活動與觀光潛力。

## 歷史
早期失去航運功能的月津港河道，不僅淤積嚴重，還被分割為多塊埤塘，因此長久以來只要遇到大雨便會造成水患，且附近的家庭污水皆直接排入，使得水質極差並飄散惡臭，長期為附近居民所詬病。
2004年，臺南縣政府開始推動「月津風華再現計畫」，計畫其一為河道拓寬以及疏濬清淤工程，將移除排水路中導致惡臭的淤泥、雜草與垃圾；其二為截流家庭汙水，於公2水域設置小型淨水廠，改善原先水質；另外，也對公1、公2、公17、公18水域以及橋南老街進行整體景觀規劃與改造，打造出兼具生態與歷史的親水公園。
2009年，「月津風華再現計畫」第一期工程中的橋南老街改造、公1、公17親水公園活化，以及500多公尺長的環繞步道系統、親水護岸跟多處休憩平台等工項皆於本年度完工，同時全計畫亦榮獲「2009年國家卓越建設獎」金質獎的殊榮。
2010年，「月津風華再現計畫」全計畫完工，整體公園涵蓋範圍達7公頃以上，台南縣政府則利用現有公園場地，於新春期間舉辦第一屆「月津港迎春燈會」，並由在地藝術團隊「禹禹藝術工作室」進行策劃，燈節不以傳統燈會活動之生肖年為主題，而是以鹽水八景為概念發想，裝置14座造型特殊的藝術花燈，串聯月津港水岸與巷弄，藉此象徵昔日月津港風華再現。
2012年，縣市合併後，臺南市政府接手先前的燈會活動，並以「月津港燈節」的名稱擴大辦理，除邀請專業團隊進行策劃，也增加較多水上作品及橋面作品。而利用親水公園的現地環境景觀所營造出的特殊氛圍，加上燈節作品與水面產生的倒影，如此別具特色的風格除廣受好評，往後每年的參觀人潮更屢創新高，成為台南地區具有相當規模之新春活動。
2017年，臺南市水利局進行公18-3疏浚拓寬工程，將已開闢之水域範圍向公18-2的水秀橋上游推進886公尺，除了增加滯洪池容水量，也保留5～8公尺堤頂寬度以利後續進行步道延伸與施作遊憩平台。同時都發局也提出月津港「城鎮之心、風華再造2.0」計畫爭取前瞻建設補助，希望將公18-3、公18-5，連結公18-1、2、4與公1、公17等水域，形成環狀綠色水岸。
2018年，由於現有月津港水域仍有多處汙水匯流點，造成水質依舊不佳，且原先闢建完成的部分也有邊坡沖蝕崩落的情形，因此市府配合中央前瞻基礎建設計畫而由都發局與水利局分別提出「新營鹽水雙星拱月計畫」以及「月津港水環境改善計畫」，其中「新營鹽水雙星拱月計畫」獲得內政部營建署共補助約4億4,250萬元；「月津港水環境改善計畫」則獲營建署、水利署與環保署共補助約2億2,200萬元，兩項計畫則於同年與隔年陸續開工，期望重新打造月津港水域的風貌，營造溪北更高品質的居旅環境。兩項計畫大致內容如下：
- 新營鹽水雙星拱月計畫（僅列出相關項目）：

1. 以既有月津港燈節場地為核心，往下游方向開闢整建公2、3、4、16、19等5座公園，並於周邊開闢聯外道路，除建構更完整的水岸生態遊憩環境 ,也一併提升周邊交通路網的便利性。
2. 改善公18水岸公園的老舊輸水渡槽橋，新建不落墩的鋼桁架景觀槽橋，同時開放行人通行，用以改善景觀並串聯左右岸的步道動線。
3. 利用已開闢完成之上游公18-3與公18-5水域堤岸設置自行車散步道，並進行景觀縫合，其路線由土庫路南榮科大後門連接到南80區道(公18-3)，再接往新建的信義路橋(公18-5)，構成長度約2.3公里的環狀水岸步道。
4. 進行月津港燈會展區精進計畫，將公1、公17、18原步道修繕及其邊坡整理。
5. 針對月津港水岸及沿途多座橋梁優化夜間照明，全面採LED燈具，滿足照明與節能需求，還可隨節氣進行調整，並配合月之美術館計畫設置常駐作品，營造月津港親水公園的整體光環境。（此為後續延伸計畫）

- 月津港水環境改善計畫：

1. 將公18-3與公18-5水域進行開闢，規劃藍綠帶生態系統（親水護岸與生態護岸），一側堤岸預留穩固的腹地供未來進行自行車步道串聯，另一側以生態工法護坡減少對環境之影響，維持現地的生態多樣性。
2. 公18-3末端規劃為蓄洪池，改善周遭容易淹水的問題。
3. 公18-3上下游因高度落差造成水路阻斷，兩處相連將採用跌水工法，以減緩水流避免沖刷。
4. 公18-3末端興建一座人行景觀橋，解決左右岸分隔且無其他道路連接的問題。
5. 改建公18-4與公18-5之間的信義路路堤，規劃以橋梁形式通過，藉此改善通水面積，使水路重新連接。
6. 既有水域部分同步進行改善，以柔性緩坡及塊石疊放等工法減緩邊坡沖蝕，並從新規劃水岸植栽與堤頂步道，形成綠色水岸廊道。
7. 既有水域部分進行景觀休憩營造，如：設置入口廣場與水演劇場等，提升水域親水性並吸引遊客駐足。
8. 於土庫路與信義路等汙水排放點興建水質淨化場，將有害汙水截流，解決月津港水域散發惡臭且水質不佳的問題。

2020年，「月津港水環境改善計畫」全部工程於本年度完工，並獲台灣河溪網評選為河川類金蘋果獎。
2021年，「新營鹽水雙星拱月計畫」中的鹽水水岸公園建置工程（即公2、3、4、16、19等5座公園）於6月完工，象徵月津港全區水域的改善工程告一段落，原先發展不連續的水域區段得以從新連接，串聯出長度約7公里藍綠帶生態水岸及自行車步道。

## 園內設施與景觀
目前經過整建的月津港水域長度約有5公里，親水公園由公1、2、3、4、16、17水域組成，以水岸綠地與地景廣場等場域創造出具歷史背景的親水空間，夜間則搭配光環境的設計展現出不同的風貌。上游的公18水域主要闢建水岸自行車步道，沿途除可享受水岸風光，也能欣賞周遭的田園景緻，體驗寧靜慢活的農村氛圍。

### 橋梁
除原有的車行橋外，隨著公園、步道的開闢與水域的活化，也設置了多座專門供行人與自行車通行的橋梁，不僅如此，穿越河道的過路橋也加設人行空間，使行人與自行車的動線更加完善且安全。以下列出由下游往上游的主要橋樑：
- 鹽水橋：為鹽水中正路的通過橋，因是進入市區的重要道路，也可視為是月津港水域的門戶。
- 興隆橋：距今已有一百八十餘年的歷史，對岸即為著名的「橋南老街」，原為一座木橋，因損壞才改建為現狀，橋下可見原橋的糯米橋墩。
- 曲橋：為親水公園中一座小型的人行木棧橋，因其路徑呈Z字形曲折而得名。
- 水月橋：是親水公園中最具規模的橋樑，行昌路於其上穿越，橋體採三拱半圓景觀橋設計，同時以紅磚營造古樸的樣貌，橋面則繪製上昔日鹽水街景的老照片，形塑出月津港原有的歷史風華，而取名「水月」也有呼應古月津八景中「興隆水月」的意義。
- 渡槽橋：屬於農田水利會的供水支線，重建後為一不落墩的鋼桁架造型橋，融合周邊環境景觀元素，並新增步行空間串接親水公園的環形動線。
- 古月橋：為鹽水聯外道路「信義路」第一次通過月津港的橋樑，介於公18-4與18-5水域間，原先為路堤設計，經改善後為一座四孔半圓型通水斷面的類拱橋，經票選後命名為「古月橋」，寓涵「古月照今城」文化傳承之意義。
- 自行車橋：主體為一座鋼構景觀棧橋，上部設計多座門型框架形成特殊的造型。
- 信義橋：介於公18-1與18-2水域間，是信義路第二次通過月津港的橋梁。
- 拱橋：位在公18-2水域的轉折處，是一座人行專用橋，可連接左右岸的步道。
- 水秀橋：原為公18-2水域末端的路堤，於2017年改善完成，橋梁的一端為圓拱型通水涵洞搭配造型牆面，並於其上題有「月津風華」的字樣。

### 步道
經整建後的月津港河道周邊皆規劃人行與自行車道，藉此串連各段水域形成連續的水岸遊憩綠色走廊，自行車步道總長約6.85公里，其中上游的公18-3與公18-5水域則是闢建單側步道，可連接成為約2.3公里的環狀水岸步道系統。步道濱臨水岸而建，列植各類臺灣原生喬木及鄉土樹種，與灌木、地被等形成具有生物多樣性的複層植栽帶，營造不同區段的特色氛圍，並兼顧生態價值，此外，沿線亦設置多處休憩平台與解說看板，提供遊客駐足休息並認識月津港的歷史，打造出兼具「親水」、「生態」、「觀光」等元素的水域環境。

## 月津港燈節
先是在2010年「月津風華再現計畫」全計畫完工後，臺南縣政府在親水公園場地舉辦「人來蜂—2010月津港迎春燈會」，開啟往後舉辦燈節的契機。2012年起由臺南市政府主辦，於每年元宵節期間舉行之燈會活動，主要特色即是讓光之美與鹽水原貌風情互襯，營造與地景深深結合的藝術氣氛。每一屆燈節，並各有與時令、人文、自然脈絡相連的策展核心，別於傳統燈會的策展方式獲得熱烈反響，參觀人次屢創新高。另外「2018月津港燈節」以藝術水岸燈節，營造獨樹一格特色，參加有「設計界奧斯卡獎」之稱的德國紅點設計大獎，榮獲展場設計組紅點獎，是全國眾多燈會中，首度獲此殊榮的燈節品牌，堪稱臺灣文化節慶國際化典範。

## 交通資訊

### 自行開車
- 國道1號 → 在新營交流道下 → 往鹽水區方向172線(鹽水區忠孝路) → 鹽水區南門路 → 橋南街右轉 → 台南市鹽水區鹽水月津港
- 國道1號 → 在新營交流道下 → 往鹽水區方向172線(鹽水區忠孝路) → 鹽水區仁愛路 → 右轉鹽水區金和路 → 右轉武廟路 →左轉中山路(月津港)

## 外部連結
- 月津港親水公園 - 台南旅遊網 （页面存档备份，存于）

1. 1 2  楊金城. . 自由時報.   [2021-08-31]. （原始内容存档于2021-08-31）.
2. ↑  楊金城. . 自由時報.   [2021-08-31]. （原始内容存档于2021-08-31）.
3. ↑  田進山. . 天眼日報.
4. ↑  王涵平. . 自由時報.   [2021-09-01]. （原始内容存档于2021-09-01）.
5. ↑  楊金城. . 自由時報.   [2022-02-05]. （原始内容存档于2022-02-05）.
6. ↑  臺南市政府. . 臺南市政府全球資訊網.   [2022-02-05]. （原始内容存档于2022-02-05）.
7. ↑  臺南市政府水利局. . 臺南市政府水利局.   [2022-02-10]. （原始内容存档于2022-02-10）.
8. ↑  臺南市政府. . 臺南市政府全球資訊網.   [2022-02-05]. （原始内容存档于2022-02-05）.
9. ↑  林怡均. . 上下游新聞.   [2022-02-09]. （原始内容存档于2022-02-09）.
10. ↑  劉秀芬. . 中時新聞網.   [2022-02-09]. （原始内容存档于2022-02-09）.